# Dom kapitulny Szreniawa w Krakowie
Dom kapitulny Szreniawa – zabytkowa kamienica znajdująca się w Krakowie, w dzielnicy I przy ulicy Kanoniczej 15, na Starym Mieście.

## Historia kamienicy

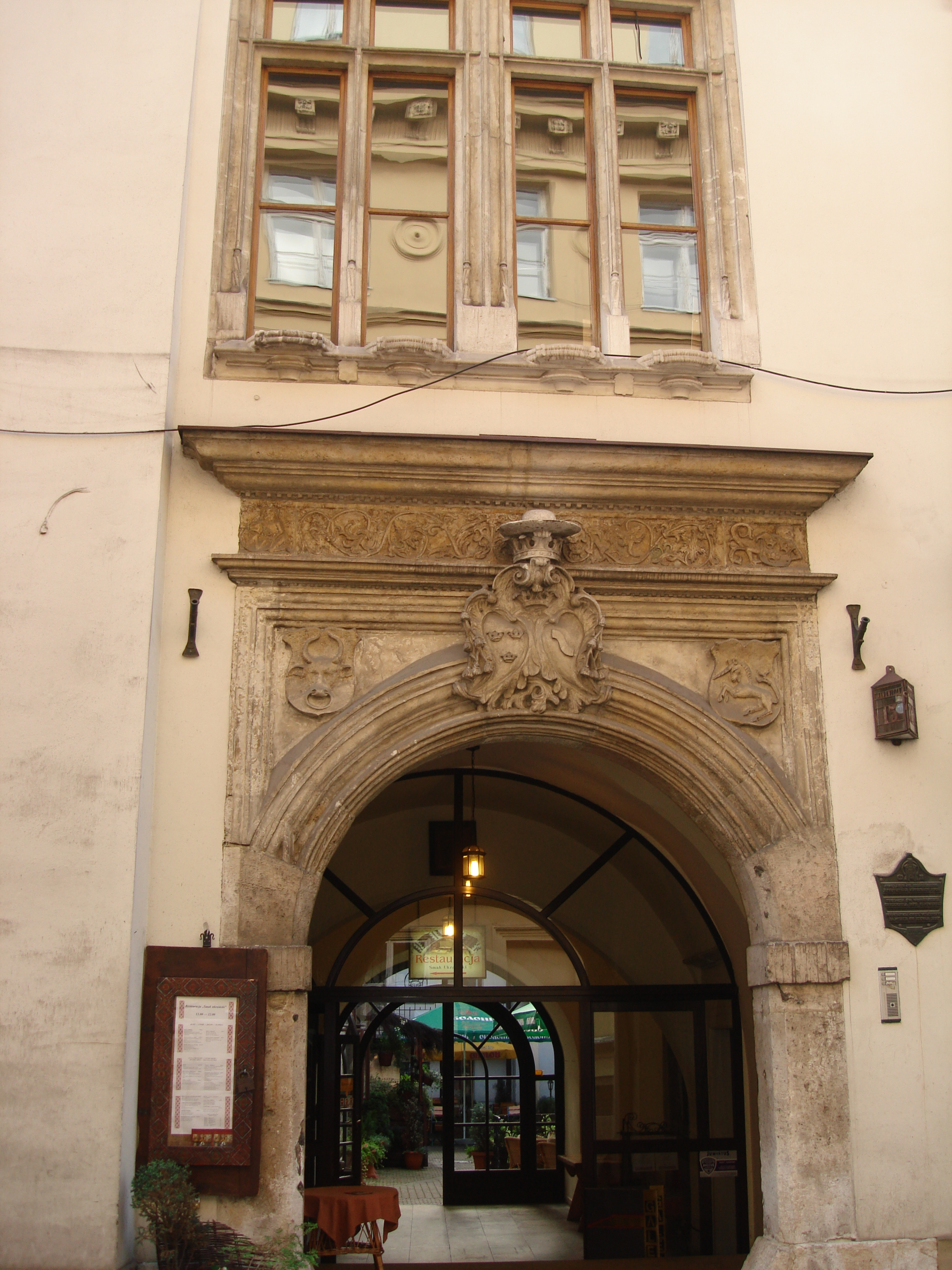
Portal

W średniowieczu na miejscu obecnego budynku znajdowały się dwie kamienice. Jedna z nich została wzniesiona w XIV wieku przez kanonika Piotra. Około 1525 roku na polecenie biskupa Jana Konarskiego budynki scalono. Około 1530 roku gmach został rozbudowany z fundacji biskupa poznańskiego Benedykta Izdbieńskiego. Z tego okresu pochodzi portal z półkolistą arkadą z laskowaniami, ujętą w renesansowy fryz z herbami Wieniawa i Bończa. W XVII wieku dorzeźbiono kolejne dwa barokowe herby: Trzy Korony i Szreniawa. W kolejnych latach rozbudowano oficyny, łącząc je z kamienicą frontową.

### Wiek XX i XXI
Właściciel kamienicy – Krakowska Kapituła Metropolitalna – na początku lat 90. XX wieku wynajął budynek Fundacji św. Włodzimierza. W 1995 roku zaadaptowała ona jedno z pomieszczeń na greckokatolicką kaplicę św. Borysa i św. Gleba, której dekorację ikonograficzną wykonał Jerzy Nowosielski. W marcu 2015 kapituła metropolitalna wypowiedziała fundacji umowę najmu. We wrześniu 2015 kaplica została zdemontowana, a budynek przekazano na biura komitetowi organizacyjnemu Światowych Dni Młodzieży 2016. Kapituła wyjaśniała powody wypowiedzenia umowy niemożnością dalszego bezczynszowego użyczania kamienicy.

## Zabytek
26 maja 1965 kamienica została wpisana do rejestru zabytków. Znajduje się także w gminnej ewidencji zabytków.